# リバス＝バシアマドリード
リバス＝バシアマドリード（Rivas-Vaciamadrid）は、スペイン・マドリード州にあるムニシピオ（基礎自治体）。 

## 地理
ハラマ川とマンサナーレス川の合流地点にある。マドリードの中心部にあるプエルタ・デル・ソルより約15km離れている。マドリード、サン・フェルナンド・デ・エナーレス、アルガンダ・デル・レイ、サン・マルディン・デ・ラ・ベガ、メホラダ・デル・カンポ、ベリリャ・デ・サン・アントニオ、ヘタフェと接する。

## 歴史
1845年、リバスとバシアマドリードの2つの自治体が合併し、リバス・デ・ハラマという1つの自治体となった。この新しい自治体の人口はまばらであった。スペイン内戦期、ハラマ川前線の戦いの舞台となったため荒廃し、フランコ総統独裁時代の1954年にリバス＝バシアマドリードと改称し、復興が進められた。
リバス＝バシアマドリードは社会学観点からも珍しい都市である。1980年にはちょうど人口が500人だったのが、今日7万人に達している。1980年代に建設された新しい地区は、最初はスペイン労働者委員会やスペイン共産党、次には労働者団体UGT（es）、スペイン社会労働党と結びついていた。

## 人口
| リバス＝バシアマドリードの人口推移 1842－2011           |
|                                                         |
| 出典:INE（スペイン国立統計局）1900年 - 1991年、1996年 - |

## 交通
- 鉄道 - マドリード地下鉄9号線、リバス＝ウルバニサショネス駅、リバス＝フトゥラ駅、リバス＝バシアマドリード駅
- 道路 - A-3（es:Autovía del Este）

## 出身者
- マルシアル・ラランダ(1903-1990) : 闘牛士。